# Liste der Bodendenkmale in Bad Bentheim
In der Liste der Bodendenkmale in Bad Bentheim sind die Bodendenkmale der niedersächsischen Gemeinde Bad Bentheim aufgeführt. Die Quelle ist der Denkmalatlas Niedersachsen.
- Bitte beachten Sie, dass diese Liste keinen Anspruch auf Vollständigkeit erhebt.
- Die Angaben ersetzen nicht die rechtsverbindliche Auskunft der zuständigen Denkmalschutzbehörde.
- Es sind nur Daten aus dem Denkmalatlas verarbeitet.
- Der Stand der Liste ist der 25. März 2025.

Bad Bentheim im Landkreis Grafschaft Bentheim

## Allgemein
In den Spalten finden sich folgende Informationen des Bodendenkmales:
| Lage         | geographische Koordinaten                                                           |
| Bezeichnung  | Bezeichnung lt. Denkmalatlas                                                        |
| Beschreibung | Beschreibung lt. Denkmalatlas                                                       |
| ID           | Objekt-ID                                                                           |
| Bild         | Bild, ggf. zusätzlich mit Link zu weiteren Fotos im Medienarchiv Wikimedia Commons. |

## Bad Bentheim
| Lage                       | Bezeichnung                   | Beschreibung | ID       | Bild |
| -------------------------- | ----------------------------- | --- | -------- | ---- |
| 52° 17′ 30″ N, 7° 8′ 32″ O | Bad Bentheim 5, Wölbackerbeet | Elf, etwa Nord-Süd orientierte, sehr breite und flachgewölbte Ackerbeete; L. ca. 80 m, Br. bis ca. 25 m. Dazwischen schmale, kaum erkennbaren Grenzgräben, Br. etwa 2 m. Fläche im Westen von einem Wall mit Graben, im Norden teilweise von einem leicht erhöhten Wall begrenzt. Die Süd-Enden brechen ab und stoßen auf einen Waldweg. Das gesamte Areal ist von Waldwegen umgeben. | 28943546 | BW   |
| 52° 18′ 9″ N, 7° 8′ 9″ O   | Bad Bentheim 11, Haus Langen  | Burganlage mit Gräften; etwa quadratisch mit knapp 200 m Seitenlänge einschließlich der Gräben. In der Nordost-Ecke die ehemalige Herrenhausinsel von ca. 25 – 30 m Seitenlänge. Gräben versumpft; ein Teil des Grabens ist mit Bauschutt zugeschüttet worden. Von den Gebäuden sind noch Fundamentreste erkennbar. Die Wasserburg wurde im späten Mittelalter angelegt. Zur spätmittelalterlich-frühneuzeitlichen Baugeschichte lassen sich aufgrund fehlender Angaben in den Schriftquellen und dafür nicht genügender Ergebnisse der archäologischen Prospektion keine Angaben machen. 1798 brannten die Wirtschaftsgebäude ab; da auch das Herrenhaus baufällig war, wurde die gesamte Anlage daraufhin geschleift und das Gut an die jetzige Stelle verlegt. | 28943552 |      |

### Bad Bentheim 1
- ID:28943448
- Vier Grabhügel; Dm. 15,5 – 20 m, H. 0,9 – 1 m. Drei davon in Nord-Süd-Richtung aufgereiht.

| Lage                       | Bezeichnung    | Beschreibung | ID       | Bild |
| -------------------------- | -------------- | --- | -------- | ---- |
| 52° 17′ 41″ N, 7° 8′ 46″ O | Bad Bentheim 1 | Durchmesser ca. 19 m und Höhe ca. 1 m. Fast rund, flache, rechtmäßig gewölbte Erhebung, Kuppe leicht abgeflacht. Hügelfuß nicht deutlich abgesetzt, im Osten und Südosten durch angrenzenden Waldweg gestört.                                                                                     | 28943449 | BW   |
| 52° 17′ 41″ N, 7° 8′ 45″ O | Bad Bentheim 2 | Durchmesser ca. 19 m und Höhe ca. 0,9 m. Rund, flach gewölbt mit abgeflachter Kuppe. Hügelfuß nicht deutlich abgesetzt. Im Süden und Nordwesten durch Fahrspuren gestört. | 28943450 | BW   |
| 52° 17′ 39″ N, 7° 8′ 45″ O | Bad Bentheim 3 | Größe ca. 14 × 18 m und Höhe ca. 0,9 m. Leicht oval, ungleichmäßig gewölbt; Kuppe abgeflacht und leicht vertieft. Hügelfuß nicht deutlich abgesetzt. Im Westen bis Nordwesten und Osten bis Südosten durch tiefeingegrabene Wegespuren gestört.                                                   | 28943544 | BW   |
| 52° 17′ 40″ N, 7° 8′ 43″ O | Bad Bentheim 4 | Durchmesser ca. 15,5 m und Höhe ca. 0,9 m. Rund. Mäßig ansteigende Hangflächen. Breit abgeflachte, ungleichmäßig gewölbte Kuppe, im östlichen Bereich leicht erhöht. Auf Kuppe und Hangflächen mehrere Vertiefungen. Hügelfuß im Norden und Südosten gut abgesetzt, durch Fahrspurrillen gestört. | 28943545 | BW   |

## Gildehaus
| Lage                       | Bezeichnung             | Beschreibung | ID       | Bild |
| -------------------------- | ----------------------- | --- | -------- | ---- |
| 52° 16′ 51″ N, 7° 3′ 3″ O  | Gildehaus 6, Sandfang   | Wallanlage mit hakenförmigem Grundriss: sehr hoher etwa Ost-West orientierter Mittelteil und von dessen Endpunkten aus nach Norden laufend im Osten ein kurzes Stück und ein langes im Westen. Mittelteil: L. 104 m, H. bis 6,2 m, Br. bis 26 m. Östliches Stück: L. 45 m, H. bis 1,3 m; Br. bis 8,6 m. Westliches Stück: L. 460 m; von Süd nach Nord H. abfallend von 3,1 m auf 0,5 m, Br. verjüngt von 22 m auf 4 m. | 28943433 | BW   |
| 52° 18′ 45″ N, 7° 2′ 38″ O | Gildehaus 8, Landwehr   | Wallanlage mit begleitenden Gräben über ursprünglich ca. 2,5 km L. in Nordost-Südwest-Richtung. Zwei kurze Teilstücke sind noch erhalten. - Teilstück ID: 37675102 - Teilstück ID: 37675118 | 28943435 | BW   |
| 52° 16′ 54″ N, 7° 9′ 29″ O | Gildehaus 9, Wüstung    | Hofwüstung mit kleiner Speicherinsel in einem Teich. Der gesamte Wüstungsbereich dürfte einst mit einer doppelten Gräfte und einem Wall umgeben gewesen sein. Im Osten ist noch ein winkelartig nach Südwesten abknickender Abschnitt des Wassergrabens von ca. 10 m Br. vorhanden. Der West-Flanke ist ein trapezförmiger Wall vorgelagert. Parallel dazu eine derzeit trockenliegende zweite Wassergrabensohle. | 28943436 | BW   |
| 52° 21′ 9″ N, 7° 4′ 20″ O  | Gildehaus 17, Landwehr  | Rest eines Nord-Süd verlaufenden Landwehrteilstücks: Wall mit leicht gewölbtem bis trapezförmigem Profil. L. 120 m, Br. um 7,5 m, H. um 0,5 m. Im Norden nach ca. 40 m eine 4,5 m breite Unterbrechung. Nördliches Teilstück (A-B) eher flach; Kuppe stellenweise nach Osten geneigt. Südliches Teilstück (C-D) recht steil mit möglichen Resten beidseitiger Gräben; der westliche auf niederländischem Gebiet. - Teilstück ID: 37632447 | 28943444 | BW   |
| 52° 16′ 47″ N, 7° 1′ 47″ O | Gildehaus 18, Landwehr  | Wall. H. durchschnittlich 1 m, Basis-Br. 3 – 5 m. An der West-Seite einige Grenzsteine. Teilstück C-D über etwa 160 m L. Nach Norden hin ca. 240 m abgetragen. Das anschließende erhaltene Teilstück auf der niederländischen Seite. - Teilstück ID: 38142998 | 28943445 | BW   |
| 52° 15′ 47″ N, 7° 3′ 47″ O | Gildehaus 24, Landwehr  | Landwehr mit zwei Wällen in West-Ost-Orientierung und jeweils südlich vorgelagerten Gräben. Mittleres Teilstück (B-C) von 255 m L. sehr gut erhalten. Gesamt-Br. ca. 14 m., Wall-Br. ca. 6 m, Wall-H. bis 1 m. tw. durch Windbruch gestört. Teilstücke A-B und C-D westlich und östlich davon mit insgesamt über 1 km L. bei Flurbereinigung in den 70er Jahren eingeebnet. Nach J. Maschmeyer Landwehr des 14. Jhs. an der damaligen Südgrenze der Grafschaft Bentheim. - Teilstück ID: 38076886                                                               | 28930761 | BW   |
| 52° 16′ 21″ N, 7° 3′ 14″ O | Gildehaus 25, Landwehr  | Landwehr mit doppeltem Wall und jeweils südlich vorgelagertem Graben. Auf ca. 200 m L. recht gut erhalten (Teilstück B-C). Wall-Br. bis 3 m, H. bis 0,8 m, Graben-Br. ca. 2 m, erhaltene T. bis 0,4 m. Von Nord-Süd orientierten Pflanzgräben durchschnitten. Im Westen 80 m durch Pflanzgräben in paralleler Ausrichtung zerstört (Teilstück A-B), im Osten 70 m abgetragen (Teilstück C-D). - Teilstück ID: 38076694 | 28930762 | BW   |
| 52° 16′ 29″ N, 7° 3′ 22″ O | Gildehaus 26, Landwehr  | Landwehr mit zwei parallelen Wällen und begleitenden Gräben. Sehr gut erhalten nur das Teilstück A-B im Norden: Doppelwall mit jeweils östlich vorgelagertem Graben in Nordwest-Südost-Richtung. L. ca. 90 m, Gesamt-Br. 14 m, Sohl-Br. der Wälle ca. 5 m, H. bis 1 m, Graben-T. ca. 0,4 m. Nach Süden hin ca. 200 m abgetragen (Teilstück B-C). Von weiteren etwa 225 m mit zwei Wällen und drei Gräben (Teilstück C-D) noch ca. 100 m völlig verschliffen zu erkennen, sonst durch moderne scharfkantige Wälle und Gräben verändert. - Teilstück ID: 38076642 | 28930763 | BW   |
| 52° 16′ 7″ N, 7° 3′ 4″ O   | Gildehaus 27, Wölbacker | Drei Ackerbeete mit begrenzenden Gräben in Nordnordost-Südsüdwest-Orientierung auf 40 – 50 m Br. und ca. 200 m L., etwa 0,5 m hoch. Sehr gut erhalten. | 28930764 | BW   |